# Mahmoud Karimi (recitatör)
Mahmoud Karimi (persiska: محمود کریمی), född 1968 i området Nezamabad i Teheran, är en shiamuslimsk recitatör som deltar i religiösa ceremonier i Iran och reciterar även om politiska angelägenheter som relaterar till landet. Men Mahmoud Karimi är mildare än vissa andra recitatörer gällande att uttrycka åsikter om politik. Han började recitera vid sju års ålder och första gången han reciterade var i en moské i Shahinshahr i Esfahan.